# T-DNA
T-DNA är den bit DNA som överförs till växters cellkärna efter infektion från Agrobacterium tumefaciens. Detta används i gentekniken, där de onkogena generna som Agrobacterium normalt sett genetiskt modifierar sin värdorganism med för att bilda en gall, byts ut mot de gener man vill tillföra växten.